# Avenue Henri Jaspar
L'avenue Henri Jaspar est une rue de la commune bruxelloise de Saint-Gilles

## Situation et accès
L'avenue Henri Jaspar est délimitée par la rue de l'Hôtel des Monnaies et la chaussée de Waterloo. Les rues Berckmans, de la Linière et de la Victoire y aboutissent.

## Origine du nom
Cette voie rend hommage à l'ancien Premier ministre Henri Jaspar (1870-1939) qui y habita.

## Historique
À l'origine, il s'agissait d'un tronçon de l'avenue de la Toison d'Or qui fut rebaptisé en 1947. Partie intégrante de la petite ceinture, cette avenue est percée sur l'ancien tracé des remparts de Bruxelles, suivant l'arrêté royal du 17 août 1844.
L'avenue est bâtie entre 1865 et 1893. Elle constitue l'une des dernières portions de la petite ceinture à encore aligner autant de maisons de maître ayant conservé leur caractère. Entre la rue Berckmans et la chaussée de Waterloo, le tracé est modifié en 1875 après la destruction de la manufacture La Linière.

## Bâtiments remarquables et lieux de mémoire

### Urbanisme
L'avenue est dotée de quelques maisons de rapport à rez-de-chaussée commercial. La typologie dominante est de style néoclassique. La première partie de l'avenue forme avec les rues de l'Hôtel des Monnaies et Berckmans un îlot de forme triangulaire où la plupart des parcelles sont traversantes. Sur la partie comprise entre la rue de la Victoire et la chaussée de Waterloo se trouvait une maison de 1834, détruite en 1924. Dès les années 1930, la cohérence originelle du bâti est mise à mal par la construction de deux immeubles à appartements.
Après la Seconde Guerre mondiale, cette évolution se confirme. Aux Modèle:Numéros 113-114-115, un bâtiment de style International remplace l'Hôtel Speekaert, habité par le peintre paysagiste Léopold Speekaert et transformé en musée par la Commune après le décès de l'artiste en 1915.

## Sources
- Avenue Henri Jaspar – Inventaire du patrimoine architectural de la Région de Bruxelles-Capitale